# Elmar Pilups
Elmar (Elmars) Pilups, född 23 november 1924 i Auce i Lettland, död 30 december 2008 i Västra Frölunda, var en svensk teckningslärare, konsthantverkare, tecknare, målare och grafiker.
Han var son till statstjänstemannen Karlis Pilups och Zenija Poot och från 1952 gift med Dagmar Pilups. Pilups studerade vid Konstgillets målarskola i Borås 1947–1948 och för Endre Nemes vid Valands målarskola i Göteborg 1948–1952 samt under studieresor till bland annat Tyskland, Schweiz, Frankrike och Belgien. Separat ställde han ut på Atelierteatern i Göteborg 1957 och på Galleri 54 1960. Han medverkade i samlingsutställningarna Ungern-utställningen på Göteborgs konstmuseum 1956, Liljevalchs Stockholmssalong, Kortedalakonstnärer i Göteborg och ett flertal gånger i Decemberutställningen på Göteborgs konsthall. Hans konst består av figurer, stilleben och landskap utförda i olja, akvarell, gips, fresko, litografi samt etsningar. Som illustratör och formgivare arbetade han med tidningsomslag, annonser, tapetmönster, bokpapper, tygtryck samt formgav smycken i ädelträ och silver. Vid sidan av sitt eget skapande var han verksam som teckningslärare och kursledare i  målning och konsthantverk. Pilups är representerad vid Hallands konstmuseum.